# Lechtal

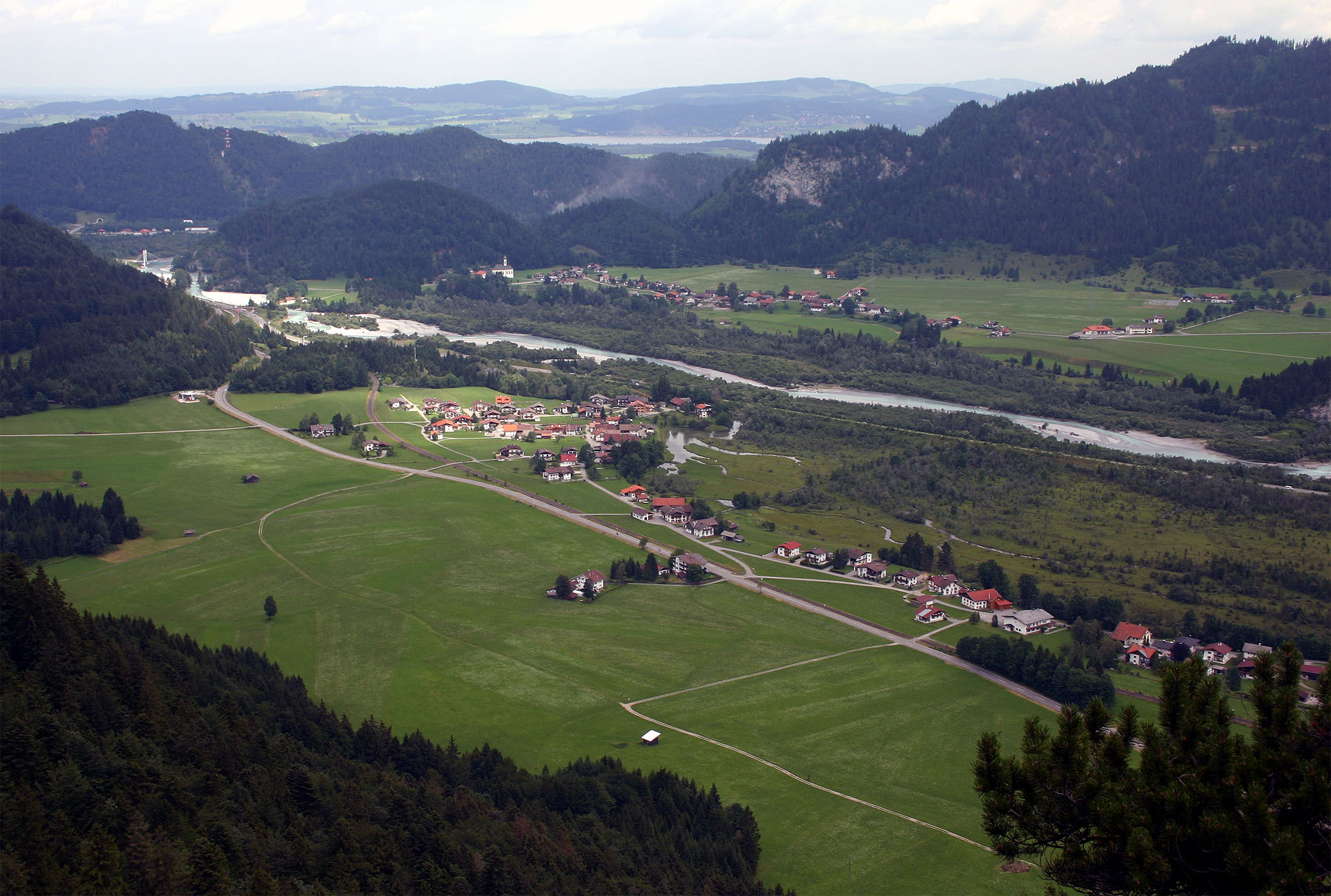
Tok Lechu u Musau

Lechtal (česky údolí Lechu) je alpské údolí v Rakousku, které z větší části náleží k Tyrolsku, ale zčásti také Vorarlbersku. Protéká jím řeka Lech. Geograficky je ohraničeno ze severu Algavskými Alpami a z jihu Lechtalskými Alpami. Horní část Lechtalu s městy Zürs am Arlberg a Lech am Arlberg ve Vorarlbersku je známá lyžařská oblast, která je turistům méně uzavřená než zbytek údolí. Průmysl a podnikání kvete hlavně v Reuttské pánvi.
Z Lechtalu odbočují mnohá další postranní údolí, mezi jinými například Hornbachtal a Tannheimer Tal. Okraje přechází již do Bavorského Předalpí.
V tyrolské části Lechtalu bylo naplánováno zřídit národní park Tyrolský Lechtal. Měl pokrývat plochu 4138 ha. Tyrolská vláda se ale namísto toho v roce 2004 rozhodla zřídit přírodní park.
Od roku 1997 existovaly konkrétní snahy vytvořit z Lechtalu a jeho postranních údolí národní park. Počátkem února 2003 bylo vedeno oficiální posuzovací jednání o „Zákonu o národním parku Tyrolský Lechtal“. Nakonec však rozhodli pro přírodní rezervaci a proti mezinárodně uznanému národnímu parku, mezi jinými také z důvodu konfliktů o kvótách lovu.

## Flora a fauna
Za zmínku stojí alpská říční krajina s jalovci, výskyt Německé Tamarisky (Myricaria germanica), mnoha druhů ptáků a nejméně 1160 prokázaných bylin.